# Cele mai bune prietene oricând
Cele mai bune prietene oricând (engleză Best Friends Whenever) este un sitcom creat de Jed Elinoff și Scott Thomas pentru Disney Channel. Serialul prezintă două prietene care după un accident într-un laborator au descoperit cum să călătorească în timp.
Serialul a avut premiera originală pe 26 iunie 2015 și în România a avut o previzualizare pe 19 septembrie 2015, imediat după Descedenții și premiera oficială a fost pe 1 noiembrie 2015. A fost redifuzat pe 14 octombrie 2023, cu ocazia aniversării de 100 de ani a companiei Disney.

## Personaje

### Principale
- Cyd Ripley (Landry Bender) este cea mai bunǎ prietenǎ a lui Shelby, care locuiește cu familia lui Shelby cât pǎrinții ei sunt plecați în Peru. Ea are un animal de companie pe nume Diesel (este un câine).
- Shelby Marcus (Lauren Taylor) este cea mai bunǎ prietenǎ al lui Cyd.
- Barry Eisenberg (Gus Kamp) este un om de știință tânăr care, cu una dintre invențiile lui, le-a dat posibilitatea de a călători în timp lui Cyd și Shelby.
- Naldo Montoya (Ricky Garcia) este cel mai bun prieten si colegul de laborator al lui Barry. Barry îl strigă "Renaldo".
- Bret Marcus (Benjamin Cole Royer) este fratele lui Shelby, care este frate geamăn cu Chet.
- Chet Marcus (Matthew Lewis Royer) este fratele lui Shelby, care este frate geamăn cu Bret.

### Secundare
- Astrid Marcus (Mary Passeri) este mama lui Shelby, Bret și Chet.
- Norm Marcus (Kevin Symons) este tatǎl lui Shelby, Bret și Chet. El lucrează ca contabil.
- Marci (Madison Hu) este o prietenă ciudatǎ a lui Cyd și Shelby, care e tot timpul relaxată.
- Dra. Nesbit (Jocelyn Ayanna) este o femeie care prima datǎ a fost vǎzutǎ ca profesoarǎ de istorie strictǎ a lui Cyd și Shelby. Datoritǎ cǎlǎtoriilor în timp a lui Cyd și Shelby, Dra. Nesbit lucreazǎ acum ca ofițer de poliție.
- Domnul Doyle (Larry Joe Campbell) este un profesor iubitor de bârfe de la liceul West Portland, care predă știința și conducere ed.
- Janet Smythe (Nora Dunn) este antagonista  primului sezon. Din cauza ei, Cyd și Shelby ajung să fie experimentate în viitor.

### Minore
- Liv Rooney(Dove Cameron) este o vedetă, protagonista serialului "Liv și Maddie". Ea apare în episodul special "Haunt-a-Rooney". Cyd și Shelby sunt cele mai mari fane ale ei.
- Riley Matthews(Rowan Blanchard) este protagonista serialului " Riley și restul lumii". Ea apare în episodul special "Cyd și Shelby scapă de fantome"

## Producția
Cele mai bune prietene oricând a fost creat de Jed Elinoff și Scott Thomas, care au creat, de asemenea, Randy Cunningham: Băiatul Ninja. Casting-ul a început în ianuarie 2015. 
La 6 martie 2015, Disney a ordonat să înceapă producția : "Cele mai bune prietene oricând", în aceeași lună. Seria a avut premiera pe 26 iunie 2015, imediat după Plaja Adolescenților 2.
| Sezoane | Episoade | Premiera în România | Premiera în România | Premiera în SUA | Premiera în SUA   |
| Sezoane | Episoade | Început             | Sfârșit             | Început         | Sfârșit           |
| ------- | -------- | ------------------- | ------------------- | --------------- | ----------------- |
| 1       | 18       | 19 septembrie 2015  | 19 iunie 2016       | 26 iunie 2015   | 22 mai 2016       |
| 2       | 12       | 7 decembrie 2016    | 11 martie 2017      | 25 iulie 2016   | 11 decembrie 2016 |

## Episoade

### Sezonul 1 (2015-16)
- Benjamin Cole Royer și Matthew Lewis Royer sunt absenți amândoi pentru șase episoade.

| # | Titu                                                               | Regia                        | Scris de                                | Premiera originalǎ | Premiera în România                               | Cod |
| --- | ------------------------------------------------------------------ | ---------------------------- | --------------------------------------- | ------------------ | ------------------------------------------------- | --- |
| 1 | „Timpul pentru a călători” „A Time to Travel”                      | Shelley Jensen               | Jed Elinoff Scott Thomas                | 26 iunie 2015      | 19 septembrie 2015                                | 101 |
| Două cele mai bune bune prietene, Shelby (Lauren Taylor) și Cyd (Landry Bender), fac mizerie în laboratorul colegului lor, Barry și sfârșesc prin puterea de a călători în timp. Ele folosesc capacitatea de gândire cu privire la ceea când vreau să meargă se îmbrățișează. Problema este că cele două trebuie să o facă împreună. Invitați speciali: Madison Hu ca Marci, Emery Kelly ca Cameron |                                                                    |                              |                                         |                    |                                                   |     |
| 2 | „Timp pentru trișat” „A Time to Cheat”                             | Shelley Jensen               | Jed Ellinoff Scott Thomas               | 12 iulie 2015      | 1 noiembrie 2015                                  | 102 |
| Shelby și Cyd încearcă să evite studierea de timp când călătoresc în ziua testului, din cauza teoriei că dacă călătoresc în timp nu vor ști deja lucrurile. Din păcate, ele nu știu să încerce să se întoarcă, dar se blochează în perioada în timp, fără să știe ce să facă cu privire la test. Invitați speciali: Jocelyn Ayanna ca domnișoara Nesbit                                             |                                                                    |                              |                                         |                    |                                                   |     |
| 3 | „Timp pentru a spune mulțumesc” „A Time to Say Thank You”          | Shelley Jensen               | Michael B. Kaplan                       | 19 iulie 2015      | 8 noiembrie 2015                                  | 103 |
| Cyd încearcă să planifice o petrecere de mulțumesc pentru familia lui Shelby, dar nu merge conform planului, după ce Shelby încearcă să o ajute. Invitați speciali: Mary Passeri ca Astrid, Kevin Symons ca Norm |                                                                    |                              |                                         |                    |                                                   |     |
| 4 | „Timp pentru blocări și sărituri” „A Time to Jump and Jam”         | Shelley Jensen               | Debby Wolfe                             | 26 iulie 2015      | 15 noiembrie 2015                                 | 104 |
| Shelby și compentențele sale sunt rupte atunci când încearcă să călătorească înapi la favoritul moment din liceu al lui Cyd, și ea trebuie să afle de ce. Se pare că Shelby le ținea înapoi la timpul de călătorie în eveniment, deoarece ea a vrut să ascundă un secret jenant care l-a ținut pentru Cyd. Invitați speciali: Eryn Pablico ca Jen, Jocelyn Ayanna ca domnișoara Nesbit              |                                                                    |                              |                                         |                    |                                                   |     |
| 5 | „Timp pentru sâcâit și jigniri” „A Time to Rob and Slam”           | Shelley Jensen               | Jim Hope                                | 9 august 2015      | 22 noiembrie 2015                                 | 105 |
| 6 | „Efectul caramelului” „The Butterscotch Effect”                    | Shelley Jensen               | Steve Jarczak Shawn Thomas              | 16 august 2015     | 29 noiembrie 2015                                 | 106 |
| 7 | „În anii 1970” „Shake Your Booty”                                  | Victor Gonzalez              | Jed Elinoff Scott Thomas                | 23 august 2015     | 2 ianuarie 2016                                   | 107 |
| 8 | „Înapoi în laboratorul din viitor” „Jump to the Future Lab”        | Shelley Jensen               | Michael B. Kaplan                       | 20 septembrie 2015 | 3 ianuarie 2016                                   | 108 |
| 9 | „Cyd și Shelby scapă de fantome” „Cyd and Shelby's Haunted Escape” | Victor Gonzalez              | Jim Martin                              | 4 octombrie 2015   | 20 decembrie 2015                                 | 109 |
| 10 | „Când Shelby o întâlnește pe Cyd” „When Shelby Met Cyd”            | Victor Gonzalez              | Jim Hope                                | 25 octombrie 2015  | 27 decembrie 2015                                 | 110 |
| 11 | „Cyd și Shelby o încurcă din nou” „Cyd and Shelby Strike Back”     | Shannon Flynn Shelley Jensen | Steve Jarczak & Shawn Thomas Jim Martin | 27 noiembrie 2015  | 30 aprilie 2016 (Partea I) 7 mai 2016 (Partea II) | 111 |
| 12 | „Fetele din Crăciunul Trecut” „The Girls of Christmas Past”        | David Kendall                | Kevin Engelking & Sarah Jeanne Terry    | 6 decembrie 2015   | 23 aprilie 2016                                   | 114 |
| 13 | „Timpul pentru întâlnire dublă” „The Girls of Christmas Past”      | Robbie Countryman            | Debby Wolfe                             | 21 februarie 2016  | 23 aprilie 2016                                   | 113 |